# Jermaine Beckford
Jermaine Paul Alexander Beckford (Ealing, Londres, Inglaterra, 9 de diciembre de 1983) es un exfutbolista inglés nacionalizado jamaicano. Se desempeñaba como delantero y se retiró en agosto de 2019 debido a las lesiones.

## Trayectoria

### Comienzos
Beckford, surgido de las inferiores del Chelsea Football Club que sin lugar en este, en el 2003, es observado por el Wealdstone FC de la Isthmian League, que terminará haciéndose con sus servicios. Durante sus tres años en el club disputó 82 partidos y marcó 54 goles. Al tener estas cifras impresionantes, el Crystal Palace y el Leeds United pelearon por su contratación, siendo este último el que se quedase con su ficha.

### Leeds United

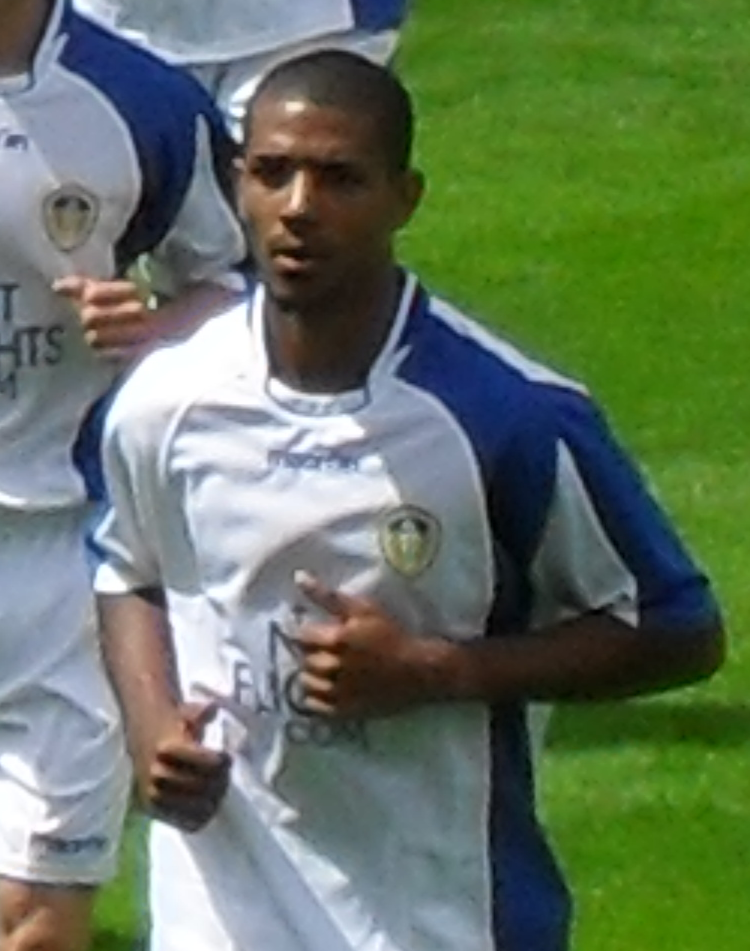
Beckford jugando para el Leeds United en 2009.

El 21 de marzo de 2006, hizo su debut en la reserva entrando desde el banco de suplentes en un empate frente a la reserva del Crystal Palace. El 5 de octubre fue cedido al Carlisle United por un mes. Después de completar su periodo de cesión, regresó a Leeds, donde fue recompensado con un lugar en el once inicial ante el Sunderland en el Estadio de la Luz. Sin embargo, pronto fue cedido nuevamente, esta vez al Scunthorpe United hasta el final de la temporada. Jugó en todos los partidos después de su llegada, anotando ocho goles, y el equipo logró el ascenso con tres partidos por disputar, antes de terminar como campeones.
Luego del ascenso, el Scunthorpe United, decidió quedarse con su pase, pero el técnico del Leeds, Dennis Wise, rechazó aquella oferta ya que este iba a usarlo como titular en la siguiente temporada. Beckford, convirtió su primer gol con el Leeds en un amistoso de pretemporada frente al Darlington Football Club el 31 de julio de 2007.
Esta forma continuó en la temporada 2007-08 y Beckford anotó su primer gol en la liga para el Leeds en la victoria por 4-1 ante el Southend United el 18 de agosto de 2007. El 11 de octubre, Beckford firmó un nuevo contrato de tres años con el Leeds, manteniéndolo en el club hasta el final de la temporada 2009-10. Después de continuar impresionando en el transcurso del mes, fue galardonado Jugador del Mes de Coca-Cola de la Liga Uno por los hinchas. El 14 de enero de 2008, en un partido contra el Crewe Alexandra que fue transmitido en vivo por Sky Sports, en la última jugada, logró la victoria 1-0, con gol de Beckford al anotar el gol decisivo.
El 2 de marzo de 2008, Beckford ganó dos premios anuales de la liga de fútbol que se le fueron otorgados en el Grosvenor House Hotel de Londres. Recibió al de mejor jugador de la League One y el del gol del año, por su gol frente al Rotherham United durante su cesión en el Scunthorpe United.
Beckford comenzó la temporada 2008-09 en buena forma, embolsado diez goles en ocho aperturas.

### Everton

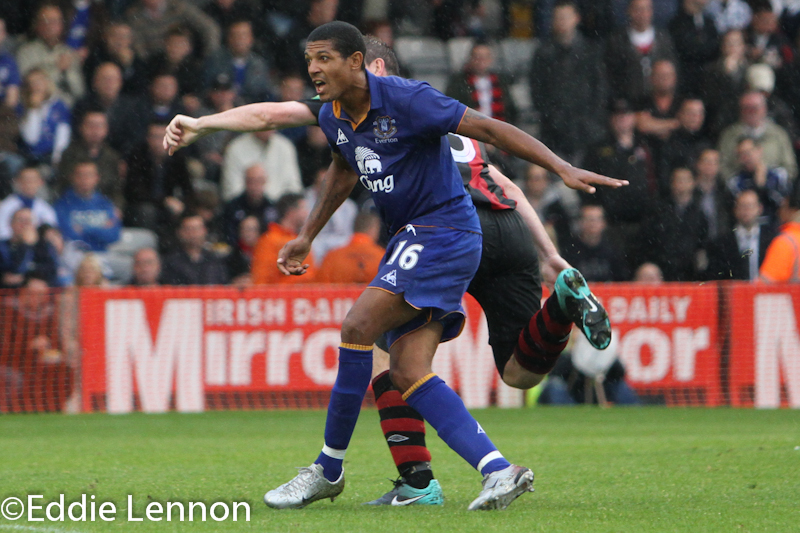
Beckford jugando para el Everton en 2011.

En mayo de 2010, fichó por el Everton como agente libre por un contrato de cuatro años y se le dio el número 16. Después de jugar y anotar en los amistosos de pretemporada, Beckford, hizo su debut en el Everton entrando como un sustituto en el segundo tiempo ante el Blackburn Rovers y su debut como titular sería una semana más tarde en casa ante el Wolverhampton Wanderers. Anotó su primer gol para el club de penal, y contra el Huddersfield Town en la Copa de la Liga en agosto de 2010 y en tiempo de descuento, en casa, y ante sus futuros empleadores del Bolton Wanderers en noviembre de 2010 marcó el primer gol por liga para Everton. También anotó en Anfield ante el Liverpool en el derbi de Merseyside. En el último partido de la temporada marcó el único gol del partido en la victoria ante el Chelsea en Goodison Park. Al final de su primera temporada en el Everton había anotado 8 goles en la Liga y 10 goles contando todas las competiciones.

### Leicester City

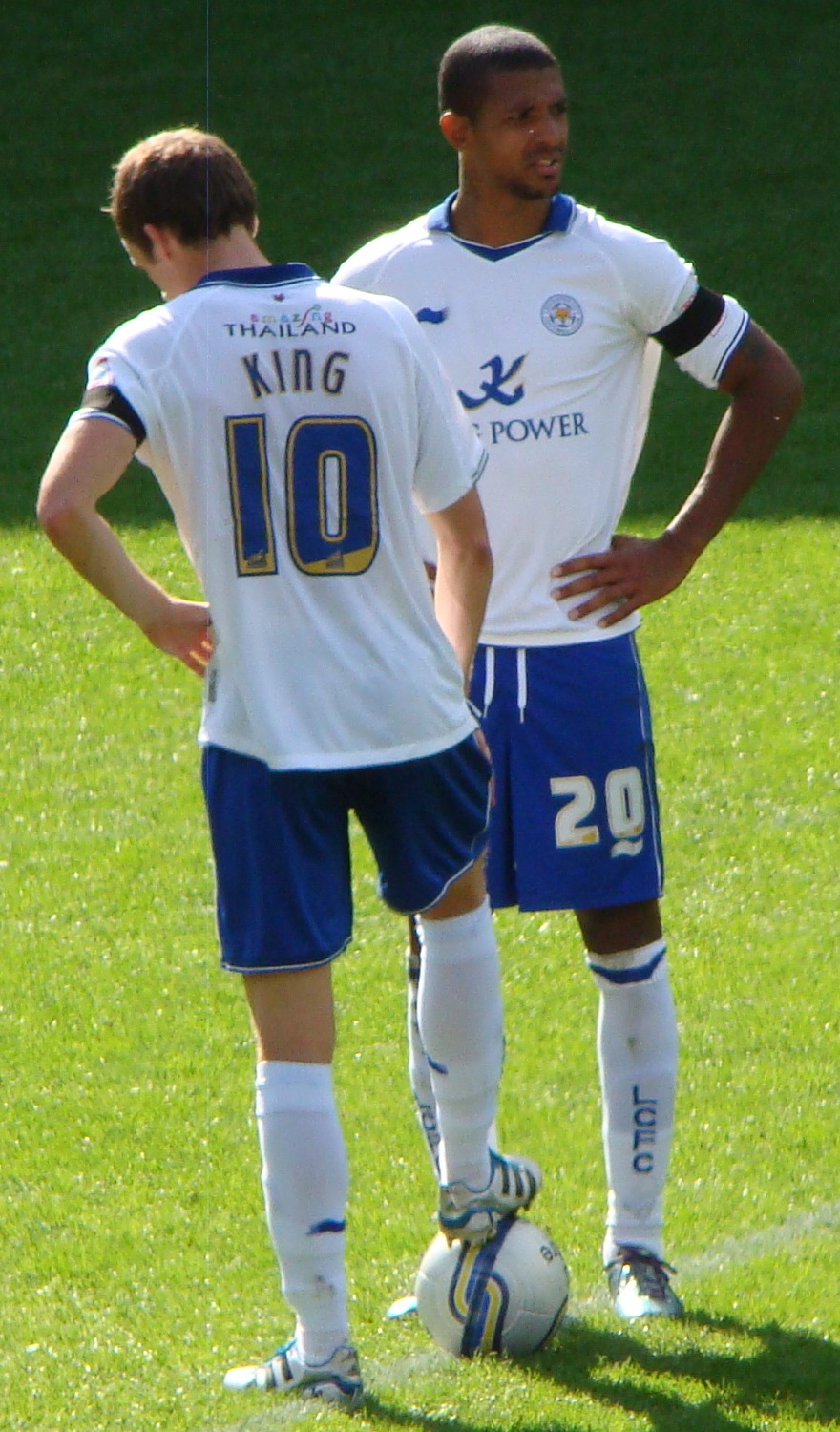
Beckford (derecha) jugando para Leicester City en 2011.

El 31 de agosto de 2011, Everton aceptó una oferta de £ 2,5 millones por Beckford de parte del Leicester City. Fue transferido al Estadio King Power solo 40 minutos antes del cierra de la ventana de transferencia y firmó un contrato por cuatro años, haciendo de él, el decimosegundo fichaje del verano del Leicester City. Anotó su primer gol en el club en la victoria por 2-0 sobre el Watford el 19 de octubre de 2011. El 17 de enero de 2012, Beckford anotó su primer hat-trick en el Leicester, por la FA Cup, en donde su equipó resultó victoriosp por 4-0 frente al Nottingham Forest. También anotó un doblete contra el Swindon Town en la FA Cup, y anotó en otros dos partidos más de aquella copa en marzo de 2012 en la victoria por 3-1 ante el Birmingham City, y un empate 3-3 contra el Blackpool.

#### Cesión al Huddersfield Town
El 28 de septiembre de 2012, se anunció que Jermaine Beckford se había unido al Huddersfield Town en un préstamo de emergencia por 93 días hasta el 29 de diciembre, tras una semana de entrenamiento con el sub-21 en su club matriz, Leicester City, en donde anteriormente tuvo una oferta de préstamo fallida por parte del mismo club el 31 de agosto. Hizo su debut al día siguiente en la derrota por 3-2 frente al Watford en el John Smith's Stadium. Anotó su primer gol para el club en la victoria por 1-0 sobre el Birmingham City en St Andrew's Stadium, el 6 de octubre de 2012.

### Bolton Wanderers
El 17 de julio de 2013, se trasladó al Bolton Wanderers por una suma no definida, y por la firma de un contrato de dos años. Hizo su debut con el Bolton en un empate 1-1 contra el Burnley el 3 de agosto de 2013, jugando ochenta minutos antes de ser reemplazado por Craig Davies. Su primer gol llegó en la segunda ronda de la Copa de la Liga, anotándole al Tranmere Rovers. También anotó una de las ejecuciones cuando el partido fue a los penales, pero en última instancia Bolton terminó perdiendo el tiroteo 4-2. El juego en sí terminó 1-1.
Marcó su primer gol en la liga para Bolton en un triunfo por 2-1 frente al Birmingham City, que coincidió con la primera victoria por liga del club de la nueva temporada. Aunque no tuvo el mejor comienzo, el buen momento empezó a venir anotando en 5 de 6 partidos contra Sheffield Wednesday, Bournemouth, Millwall, Watford y el ya mencionado Birmingham. El delantero Joe Mason se unió al Bolton el 11 de noviembre de 2013, por un acuerdo a préstamo por un corto plazo. Esto hizo que Beckford vaya a la banca por un tiempo, hasta su retorno a la titularidad y anotar contra su antiguo club, Leicester City, el 30 de diciembre de 2013. Bolton perdería el juego 5-3.

#### Cesión al Preston North End
El 20 de noviembre de 2014 fichó por el Preston North End en calidad de cedido hasta el final de la temporada 2014-15, esto hizo que se reencontrara con su exentrenador en Leeds, Simón Grayson, una vez más. 
Reencontró su forma, y en total anotó 18 goles para Preston en 31 partidos en todas las competiciones, incluyendo un triplete en el play-off final en Wembley contra el Swindon Town el 24 de mayo de 2015 para ganar la promoción y conseguir el ascenso a la Football League Championship.

### Preston North End
Después de ser liberado por el Bolton Wanderers, Beckford firmó un contrato por dos años con el Preston North End haciéndose efectiva el 1 de julio de 2015.

### Bury FC
En 2017 firmó por el Bury FC, donde jugó 17 partidos y anotó 8 goles. Fue su último equipo, ya que en 2019 se retiró a causa de las lesiones.

## Selección nacional
Beckford fue sondeado por el entrenador de Granada, Tommy Taylor, con el fin de jugar para el equipo nacional de Granada en mayo de 2009. En mayo de 2011, el internacional jamaiquino, Romel Wallen, declaró que Beckford estaba a punto de cerrar un acuerdo para jugar con la selección de fútbol de Jamaica.
En noviembre de 2012, la Federación de Fútbol de Jamaica informó que Beckford había mostrado interés de jugar para los "Reggae Boyz" y estaba en el grupo de jugadores elegibles para ser convocado para las eliminatorias de la Copa Mundial de la FIFA 2014.
El 31 de enero de 2013, Beckford fue llamado a la selección de fútbol de Jamaica para el partido contra México, pero se retiró de la escuadra un día más tarde por una lesión.
Recibió una nueva llamada en marzo de 2013 para las eliminatorias contra Panamá y Costa Rica e hizo su debut en el empate 1-1 contra Panamá en el Parque de la Independencia, Kingston el 22 de marzo de 2013. Cuatro días más tarde, disputó su segundo partido en la derrota por 2-0 ante Costa Rica en el Estadio Nacional de Costa Rica, San José.

## Clubes
| Club                         | País       | Año         | PJ  | G  |
| ---------------------------- | ---------- | ----------- | --- | -- |
| Wealdstone FC                | Inglaterra | 2003 - 2006 | 82  | 54 |
| Uxbridge (Préstamo)          | Inglaterra | 2003 - 2004 | 8   | 2  |
| Leeds United                 | Inglaterra | 2006 - 2010 | 126 | 72 |
| Carlisle United (préstamo)   | Inglaterra | 2006        | 4   | 1  |
| Scunthorpe United (préstamo) | Inglaterra | 2007        | 18  | 8  |
| Everton                      | Inglaterra | 2010 - 2011 | 34  | 8  |
| Leicester City               | Inglaterra | 2011 - 2013 | 43  | 9  |
| Huddersfield Town (préstamo) | Inglaterra | 2012-2013   | 21  | 8  |
| Bolton                       | Inglaterra | 2013-2015   | 46  | 7  |
| Preston North End (préstamo) | Inglaterra | 2014 - 2015 | 23  | 12 |
| Preston North End            | Inglaterra | 2015-2017   |     |    |
| Bury                         | Inglaterra | 2017-2019   |     |    |

## Premios

### Club
Scunthorpe United
- Football League One
  - Campeón: 2006–07

Leeds United
- Football League One
  - Ascenso/Subcampeón: 2009–10

Preston North End
- Football League One
  - Ganador de los Play-Off: 2014-15

### Personal
- Football League Awards
  - Jugador del año de la League One: 2008,[9] 2010[29]
  - Gol del año: 2008[10]
- PFA Awards
  - Equipo del año de la League One Team según PFA: 2008
  - PFA Jugador del año de la League One según los hinchas: 2009
- Leeds United Player of the Year Awards
  - Jugador del año según los hinchas:2007–08, 2008–09
  - Jugador del año: 2007–08
  - Gol de la temporada: 2007–08
  - Gol de la temporada: 2009–10 (vs. Manchester United)
- FA Cup
  - Goleador de la FA Cup: 2011–12